# 20-Yard Shuttle
Der 20-Yard Shuttle (englisch 20-yard shuttle, umgerechnet 18,29 Meter) ist ein gängiger physischer Test im American Football. Er dient zur Ermittlung der Schnelligkeit in der Seitwärtsbewegung, Beweglichkeit und Schnelligkeit beim Starten und Stoppen. Der Test kann wesentlichen Einfluss auf die Gesamtbewertung eines Spielers durch Trainer und Manager haben. Gängigerweise wird dieser Test bei Spielern für alle Positionen gemessen.

## Erläuterung
Der Spieler startet in einem Dreipunktekurs. Wenn die Pfeife ertönt, laufen die Spieler fünf Meter zur Seite und berühren die Yardlinie. Sie sprinten dann zehn Meter in die andere Richtung und berühren die gegensätzliche Yardlinie, von der aus sie zurück auf die Start-Yard-Linie sprinten.